# Ironiclast
Ironiclast ist das Debütalbum der US-amerikanischen Hard-Rock-/Heavy-Metal-Band The Damned Things. Es wurde am 13. Dezember 2010 durch Island Records veröffentlicht.

## Entstehung
Über einen Zeitraum von mehreren Jahren schrieben Scott Ian und Joe Trohman zahlreiche Lieder, die Ende 2009 als Demo aufgenommen wurde. Die Musiker schickten das Demo an verschiedene Plattenfirmen und wurden schließlich von Island Records unter Vertrag genommen. Ab Januar 2010 begann die Band mit der Vorproduktion des Albumns. Da sowohl Anthrax und Every Time I Die auf Tournee waren, mussten die Aufnahmen zeitlich verzögert erfolgen. Insgesamt dauerten die Aufnahmen, die in den Metrosonic Studios in New York City stattfanden, etwa zweieinhalb Monate. Produziert wurde Ironiclast von Rob Caggiano, der auch den Bass einspielte. Als Gastsängerinnen traten Stephanie Alexander und Tabitha Fair auf. Gemischt wurde das Album von Nick Raskulinecz, das Mastering übernahm Dave McNair.
Der Albumtitel ist ein Wortspiel aus den Wörtern irony (engl. für Ironie) und Iconoclast (engl. für Ikonoklasmus oder Bildersturm). Joe Trohman erklärte in einem Video, dass die Musiker „repräsentativ für ihre Stammbands wären und es ziemlich ironisch ist, dass diese Musiker zusammen eine Band formen“.

## Titelliste
1. Handbook for the Recently Deceased – 4:16
2. Bad Blood – 3:22
3. Friday Night (Going Down in Flames) – 3:49
4. We've Got a Situation Here – 4:27
5. Black Heart – 3:18
6. A Great Reckoning – 4:35
7. Little Darling – 3:19
8. Ironiclast – 2:32
9. Grave Robber – 4:51
10. The Blues Havin’ Blues – 4:47

## Rezeption
Das deutsche Magazin Metal Hammer kürte Ironiclast zum „Album des Monats“. Chefredakteur Christof Leim beschrieb Ironiclast in seiner Rezension als ein Album, das „gleichzeitig zeitgemäß und zeitlos klingt, vor allem aber wuchtig, griffig und mitreißend“ ist und alles hat, was „geiler Heavy Rock haben muss“. Drew Berringer von Onlinemagazin Absolute Punk schrieb, dass The Damned Things immer dann am besten klingen, wenn sie ihre eigenen Stile in einen delikaten Cocktail vermischen. Für das „moderne Classic-Rock-Album“ gab sie eine Bewertung von 92 %. Kirk Miller vom Onlinemagazin Metromix schrieb hingegen, dass das Album „nicht originell“ sei, aber gut zwischen Thin Lizzy und Black Sabbath auf einer Classic-Rock-Radiostation laufen könnten.
In der ersten Verkaufswoche wurden in den USA 6.200 Alben verkauft. Das Album erreichte Platz eins der Heatseekers Charts, bei der Künstler berücksichtigt werden, die noch nie mit einem Album unter den ersten Hundert der US-amerikanischen Albumcharts platziert waren.